# NGC 256
NGC 256 (ook wel ESO 29-SC11) is een open sterrenhoop in het sterrenbeeld Toekan in de Kleine Magelhaense Wolk.
NGC 256 werd op 11 april 1834 ontdekt door de Britse astronoom John Herschel.